# 男は行く
「男は行く」（おとこはゆく）は、エレファントカシマシ5枚目のシングル。1990年7月21日にEPIC/SONY RECORDSよりリリース。規格品番はESDB-3122。廃盤。

## 解説
4thアルバム『生活』の先行シングルとしてリリースされた。本作収録の2曲は共に上記アルバムに収録された。

## 収録曲
編曲：エレファントカシマシ
1. 男は行く (7:03)
2. 作詞・作曲：宮本浩次
3. too fine life (4:28)
4. 作詞・作曲：石森敏行・宮本浩次